# Calliaster acanthodes
Calliaster acanthodes är en sjöstjärneart som beskrevs av Hubert Lyman Clark 1923. Calliaster acanthodes ingår i släktet Calliaster och familjen ledsjöstjärnor. Inga underarter finns listade i Catalogue of Life.